# Surinaamse Triathlon Unie
De Surinaamse Triathlon Unie (STU) is de officiële sportbond voor triatlon, duatlon en aquatlon in Suriname. De bond is gevestigd in Paramaribo. De STU is aangesloten bij het Surinaams Olympisch Comité, de Pan American Triathlon Confederation en de International Triathlon Union.